# Cratere Wulai
Wulai è un cratere sulla superficie di Marte.